# FK Dniepr Mahiliow
Maillots
Le Futbolny Klub Dniepr Mahiliow, plus couramment abrégé en FK Dniepr Mahiliow (en russe : ФК Днепр Могилёв, et en biélorusse : ФК Дняпро Магілёў), est un club biélorusse de football fondé en 1960, et basé dans la ville de Mahiliow.

## Historique
- 1960 : création du club
- 1998 : création du club par fusion du Dnepr Mahiliow (fondé en 1960) et du Transmash Mahiliow (fondé en 1994)
- 1999 : 1re participation à une Coupe d'Europe (C1, saison 1999-2000)
- 2006 : renommage en Dniepr Mahiliow
- 2019 : fusion avec le Luch Minsk sous le nom Dniapro Mahiliow[2]
- 2019 : relégation de la première division et dissolution du club, qui est refondé sous le nom Dniepr en début d'année 2020 et repart de la troisième division[3]

## Bilan sportif

### Palmarès
| Compétitions nationales                                                       |
| ----------------------------------------------------------------------------- |
| - Championnat de Biélorussie (1) : - Champion : 1998. - Vice-champion : 1992. |

### Bilan par saison
Légende
- Vainqueur de la compétition
- Vice-champion ou finaliste de la compétition
- Troisième de la compétition
- Promu en division supérieure
- Relégué en division inférieure

#### Période soviétique
| Saison | Championnat      | Championnat | Championnat | Championnat | Championnat | Championnat | Championnat | Championnat | Championnat | Championnat | Coupe d'URSS          |
| Saison | Division         | Pos         | Pts         | J           | V           | N           | D           | BP          | BC          | Diff        | Coupe d'URSS          |
| ------ | ---------------- | ----------- | ----------- | ----------- | ----------- | ----------- | ----------- | ----------- | ----------- | ----------- | --------------------- |
| 1960   | 2e Républiques 1 | 13e         | 20          | 30          | 5           | 10          | 15          | 36          | 54          | -28         | —                     |
| 1961   | 2e Républiques 1 | 4e          | 36          | 30          | 14          | 8           | 8           | 45          | 37          | +8          | Demi-finales Q        |
| 1962   | 2e Républiques 1 | 6e          | 36          | 32          | 13          | 10          | 9           | 35          | 32          | +3          | Quarts de finale Q    |
| 1963   | 3e Républiques 1 | 11e         | 27          | 30          | 8           | 11          | 11          | 21          | 33          | -12         | Quarts de finale Q    |
| 1964   | 3e Ukraine 1     | 8e          | 32          | 30          | 12          | 8           | 10          | 31          | 25          | +6          | Huitièmes de finale Q |
| 1965   | 3e Ukraine 1     | 10e         | 29          | 30          | 6           | 17          | 7           | 14          | 18          | -4          | Demi-finales Q        |
| 1966   | 3e Russie 1      | 9e          | 30          | 32          | 10          | 10          | 12          | 25          | 33          | -8          | —                     |
| 1967   | 3e Russie 1      | 18e         | 22          | 34          | 6           | 10          | 18          | 18          | 38          | -20         | Huitièmes de finale Q |
| 1968   | 3e Russie 1      | 10e         | 36          | 38          | 11          | 14          | 13          | 25          | 28          | -3          | 128es de finale       |
| 1969   | 3e Russie 1      | 7e          | 35          | 32          | 12          | 11          | 9           | 37          | 23          | +14         | —                     |
| 1970   | 4e Russie 1      | 3e          | 43          | 32          | 19          | 5           | 8           | 34          | 19          | +15         | —                     |
| 1971   | 3e Zone 2        | 14e         | 43          | 38          | 9           | 16          | 13          | 29          | 39          | -10         | —                     |
| 1972   | 3e Zone 2        | 17e         | 40          | 38          | 9           | 13          | 16          | 25          | 47          | -22         | —                     |
| 1973   | 3e Zone 2        | 16e         | 17          | 32          | 7           | 11          | 14          | 21          | 38          | -17         | —                     |
| 1974   | 3e Zone 2        | 12e         | 38          | 40          | 14          | 10          | 16          | 37          | 53          | -16         | —                     |
| 1975   | 3e Zone 2        | 11e         | 29          | 34          | 8           | 13          | 13          | 26          | 42          | -16         | —                     |
| 1976   | 3e Zone 1        | 19e         | 25          | 38          | 8           | 9           | 21          | 34          | 60          | -26         | —                     |
| 1977   | 3e Zone 1        | 12e         | 41          | 40          | 15          | 11          | 14          | 44          | 41          | +3          | —                     |
| 1978   | 3e Zone 1        | 16e         | 40          | 46          | 15          | 10          | 21          | 51          | 56          | -5          | —                     |
| 1979   | 3e Zone 1        | 17e         | 37          | 46          | 12          | 13          | 21          | 41          | 62          | -21         | —                     |
| 1980   | 3e Zone 8        | 7e          | 27          | 32          | 9           | 9           | 14          | 37          | 48          | -11         | —                     |
| 1981   | 3e Zone 8        | 2e          | 45          | 38          | 20          | 5           | 13          | 59          | 40          | +19         | —                     |
| 1982   | 3e Zone 5        | 1er         | 44          | 30          | 18          | 8           | 4           | 60          | 32          | +28         | —                     |
| 1983   | 2e               | 20e         | 36          | 42          | 12          | 13          | 17          | 40          | 60          | -20         | 32es de finale        |
| 1984   | 3e Zone 5        | 2e          | 50          | 34          | 22          | 6           | 6           | 71          | 24          | +47         | Seizièmes de finale   |
| 1985   | 3e Zone 5        | 3e          | 39          | 30          | 15          | 9           | 6           | 64          | 34          | +30         | 32es de finale        |
| 1986   | 3e Zone 5        | 5e          | 35          | 30          | 15          | 5           | 10          | 56          | 31          | +25         | 64es de finale        |
| 1987   | 3e Zone 5        | 6e          | 42          | 34          | 17          | 8           | 9           | 41          | 29          | +12         | Seizièmes de finale   |
| 1988   | 3e Zone 5        | 4e          | 46          | 34          | 19          | 8           | 7           | 49          | 36          | +13         | —                     |
| 1989   | 3e Zone 5        | 9e          | 45          | 42          | 19          | 7           | 16          | 52          | 47          | +5          | —                     |
| 1990   | 3e Ouest         | 13e         | 40          | 42          | 17          | 6           | 19          | 58          | 54          | +4          | 32es de finale        |
| 1991   | 3e Ouest         | 12e         | 42          | 42          | 18          | 6           | 18          | 47          | 37          | +10         | 32es de finale        |

#### Période biélorusse
| Saison    | Championnat | Championnat | Championnat | Championnat | Championnat | Championnat | Championnat | Championnat | Championnat | Championnat | Coupe de Biélorussie |
| Saison    | Division    | Pos         | Pts         | J           | V           | N           | D           | BP          | BC          | Diff        | Coupe de Biélorussie |
| --------- | ----------- | ----------- | ----------- | ----------- | ----------- | ----------- | ----------- | ----------- | ----------- | ----------- | -------------------- |
| 1992      | 1re         | 2e          | 24          | 15          | 11          | 2           | 2           | 28          | 4           | +24         | Finale               |
| 1992-1993 | 1re         | 5e          | 41          | 32          | 17          | 7           | 8           | 54          | 33          | +21         | Quarts de finale     |
| 1993-1994 | 1re         | 4e          | 40          | 30          | 17          | 6           | 7           | 45          | 22          | +23         | Huitièmes de finale  |
| 1994-1995 | 1re         | 5e          | 33          | 30          | 12          | 9           | 9           | 44          | 35          | +9          | Demi-finales         |
| 1995      | 1re         | 6e          | 22          | 15          | 7           | 1           | 7           | 26          | 23          | +3          | Huitièmes de finale  |
| 1996      | 1re         | 9e          | 39          | 30          | 11          | 6           | 13          | 33          | 36          | -3          | Huitièmes de finale  |
| 1997      | 1re         | 4e          | 52          | 30          | 15          | 7           | 8           | 48          | 32          | +16         | Demi-finales         |
| 1998      | 1re         | 1er         | 67          | 28          | 21          | 4           | 3           | 55          | 12          | +43         | Demi-finales         |
| 1999      | 1re         | 4e          | 60          | 30          | 17          | 9           | 4           | 53          | 27          | +26         | Quarts de finale     |
| 2000      | 1re         | 7e          | 49          | 30          | 14          | 7           | 9           | 55          | 33          | +20         | Huitièmes de finale  |
| 2001      | 1re         | 9e          | 31          | 26          | 8           | 7           | 11          | 29          | 37          | -8          | Huitièmes de finale  |
| 2002      | 1re         | 9e          | 36          | 26          | 10          | 6           | 10          | 38          | 37          | +1          | Huitièmes de finale  |
| 2003      | 1re         | 9e          | 34          | 30          | 8           | 10          | 12          | 38          | 46          | -8          | Quarts de finale     |
| 2004      | 1re         | 9e          | 37          | 30          | 11          | 4           | 15          | 29          | 37          | -8          | Huitièmes de finale  |
| 2005      | 1re         | 6e          | 43          | 26          | 12          | 7           | 7           | 48          | 36          | +12         | Quarts de finale     |
| 2006      | 1re         | 12e         | 23          | 26          | 6           | 5           | 15          | 29          | 47          | -18         | Seizièmes de finale  |
| 2007      | 1re         | 13e         | 23          | 26          | 5           | 8           | 13          | 21          | 33          | -12         | Huitièmes de finale  |
| 2008      | 1re         | 9e          | 38          | 30          | 9           | 11          | 10          | 45          | 42          | +3          | Quarts de finale     |
| 2009      | 1re         | 3e          | 40          | 26          | 12          | 4           | 10          | 31          | 26          | +5          | Seizièmes de finale  |
| 2010      | 1re         | 8e          | 40          | 33          | 11          | 7           | 15          | 40          | 53          | -13         | Huitièmes de finale  |
| 2011      | 1re         | 12e         | 32          | 33          | 6           | 14          | 13          | 29          | 51          | -22         | Seizièmes de finale  |
| 2012      | 2e          | 1er         | 63          | 28          | 20          | 3           | 5           | 75          | 22          | +53         | Seizièmes de finale  |
| 2013      | 1re         | 11e         | 33          | 32          | 9           | 6           | 17          | 28          | 42          | -14         | Huitièmes de finale  |
| 2014      | 1re         | 12e         | 20          | 32          | 2           | 14          | 16          | 19          | 42          | -23         | Demi-finales         |
| 2015      | 2e          | 4e          | 56          | 30          | 17          | 5           | 8           | 48          | 21          | +27         | Huitièmes de finale  |
| 2016      | 2e          | 2e          | 63-1        | 26          | 20          | 4           | 2           | 61          | 19          | +42         | Seizièmes de finale  |
| 2017      | 1re         | 12e         | 26          | 30          | 6           | 8           | 16          | 27          | 48          | -21         | Premier tour         |
| 2018      | 1re         | 16e         | 16          | 30          | 3           | 7           | 20          | 17          | 53          | -36         | Demi-finales         |
| 2019      | 1re         | 14e         | 30          | 30          | 8           | 6           | 16          | 32          | 42          | -10         | Seizièmes de finale  |
| 2020      | 3e Groupe B | 1er         | 57          | 20          | 19          | 0           | 1           | 105         | 9           | +96         | Quarts de finale     |
| 2021      | 2e          | 5e          | 55          | 33          | 15          | 10          | 8           | 58          | 38          | +20         | Seizièmes de finale  |
| 2022      | 1re         | 16e         | 12          | 30          | 3           | 3           | 24          | 21          | 73          | -52         | Quarts de finale     |
| 2023      | 2e          | 2e          | 73          | 32          | 22          | 7           | 3           | 75          | 24          | +51         | Huitièmes de finale  |
| 2024      | 1re         | 15e         | 18          | 30          | 3           | 9           | 18          | 27          | 58          | -31         | Huitièmes de finale  |

### Bilan européen
Note : dans les résultats ci-dessous, le score du club est toujours donné en premier.
| Saison    | Compétition         | Tour             | Club            | Domicile | Extérieur | Total     |
| --------- | ------------------- | ---------------- | --------------- | -------- | --------- | --------- |
| 1995      | Coupe Intertoto     | Groupe 8         | FK Bečej        | 2 - 1    | N/A       | Troisième |
| 1995      | Coupe Intertoto     | Groupe 8         | Pogoń Szczecin  | N/A      | 3 - 3     | Troisième |
| 1995      | Coupe Intertoto     | Groupe 8         | AS Cannes       | 2 - 2    | N/A       | Troisième |
| 1995      | Coupe Intertoto     | Groupe 8         | Farul Constanța | N/A      | 0 - 2     | Troisième |
| 1998      | Coupe Intertoto     | Premier tour     | Debrecen VSC    | 2 - 4    | 0 - 6     | 2 - 10    |
| 1999-2000 | Ligue des champions | Deuxième tour    | AIK Solna       | 0 - 1    | 0 - 2     | 0 - 3     |
| 2000      | Coupe Intertoto     | Premier tour     | Silkeborg IF    | 2 - 1    | 2 - 1     | 4 - 2     |
| 2000      | Coupe Intertoto     | Deuxième tour    | Chmel Blšany    | 0 - 2    | 2 - 6     | 2 - 8     |
| 2010-2011 | Ligue Europa        | Premier tour Q   | KF Laç          | 7 - 1    | 1 - 1     | 8 - 2     |
| 2010-2011 | Ligue Europa        | Deuxième tour Q  | Stabæk          | 1 - 1    | 2 - 2     | 3E - 3    |
| 2010-2011 | Ligue Europa        | Troisième tour Q | Baník Ostrava   | 1 - 0    | 2 - 1     | 3 - 1     |
| 2010-2011 | Ligue Europa        | Barrages Q       | Villarreal CF   | 1 - 2    | 0 - 5     | 1 - 7     |

Légende
- Victoire ou qualification pour le tour suivant
- Match nul
- Défaite ou élimination de la compétition

## Logo du club

Logo du Dniepr-Transmach
Logo du Dniapro en 2019
Logo actuel